# Violinkonsert (Beethoven)
Violinkonsert i D-dur, opus 61, av Ludwig van Beethoven komponerades 1806 och är än idag en av de mest spelade violinkonserterna [källa behövs].
|  |
|  |

## Instrumentation
Konserten är skriven för violin och symfoniorkester (2 tvärflöjter, 2 oboer, 2 klarinetter, 2 fagotter, 2 valthorn, 2 trumpeter, timpani och stråkar).

## Form
Konserten är uppdelad i tre satser:
1. Allegro ma non troppo (D-dur)
2. Larghetto (G-dur)
3. Rondo. Allegro (D-dur)[1]